# Deossiribonucleasi II (sito-specifica)
Le desossiribonucleasi II (sito-specifiche) (solitamente note con il nome di enzimi di restrizione) sono una classe di enzimi, appartenente alla classe delle idrolasi, che catalizzano il taglio endonucleolitico del DNA per dare frammenti specifici a doppia elica con fosfati terminali al 5'.
Questi complessi proteici sono in grado di rompere i legami fosfodiesterici del DNA a doppio filamento. Il ruolo biologico di questi enzimi è di protezione e salvaguardia della cellula: nei procarioti questi enzimi sono essenziali per il taglio e la degradazione di filamenti estranei al genoma (come ad esempio quello derivante da una infezione fagica). Gli enzimi di restrizione sono in grado di distinguere i filamenti estranei perché il DNA batterico, in corrispondenza delle sequenze riconosciute dagli enzimi di restrizione, viene metilato.
La scoperta degli enzimi di restrizione è dovuta a Werner Arber, microbiologo svizzero, insieme a Daniel Nathans e Hamilton Smith. Nel 1978 i tre ricevettero il premio Nobel in medicina "per la scoperta degli enzimi di restrizione e la loro applicazione a problemi di genetica molecolare".

## Classi di enzimi di restrizione
Gli enzimi di restrizione sono divisi in tre categorie: le endonucleasi di tipo I,II,III.
Le endonucleasi di tipo I (numero EC 3.1.21.3) e III (numero EC 3.1.21.5) necessitano di ATP come coenzima per il taglio e possono anche catalizzare reazioni di modificazione del DNA quali la metilazione (aggiunta di gruppi metilici a basi specifiche). Le reazioni di nucleasi e metilasi sono associate. Mentre le endonucleasi di tipo I effettuano l'idrolisi del DNA in punti casuali, distanti anche più di 1000 bp dal sito di riconoscimento, quelle di tipo III riconoscono il sito bersaglio ed effettuano il taglio vicino a quest'ultimo, circa 24-26 bp dalla sequenza consenso.
Discorso a parte va fatto per le endonucleasi di tipo II, gli enzimi di restrizione propriamente detti, quelli usati in laboratorio. Questi enzimi, infatti, non necessitano di ATP per la loro funzione ed il taglio avviene in corrispondenza di sequenze molto specifiche. Hanno inoltre attività nucleasica e metilasica non associate.

## Sequenze riconosciute
Ciascun enzima di classe II possiede una propria sequenza bersaglio (detto anche sito di restrizione), che riconosce e taglia. Questa sequenza, solitamente di 4-8 paia di basi, è detta sito di restrizione e permette di tagliare il DNA a livello di quel sito. Si tratta di siti con sequenze palindromiche: se lette secondo la stessa polarità, sono identiche nei due filamenti (ad es. 5'...GATC...3' è palindromica perché il suo complementare è 3'...CTAG...5', che letta da 5' a 3' corrisponde a GATC). Una conseguenza di questo fatto è che l'enzima di restrizione è un dimero, più precisamente un omodimero, perché deve riconoscere la stessa sequenza su entrambi i filamenti.
Alcuni enzimi (detti rari), hanno siti di taglio poco presenti nel genoma (sono quelli con le sequenze più lunghe). Altri, come EcoRI, BamHI e HindIII, tra i più utilizzati, hanno siti di taglio ben più frequenti.
Sono possibili due tipi di taglio: il taglio sfalsato ed il taglio orizzontale.
- Il taglio sfalsato. Un esempio può essere il taglio effettuato dall'enzima di restrizione EcoRI di E. coli. La sequenza consenso di questa endonucleasi è:

```
5'...GAATTC...3'
     ||||||
3'...CTTAAG...5'
```

L'enzima EcoRI produce un taglio sfalsato creando due estremità (dette coesive o sticky ends) a singolo filamento al 5':
```
5'...G    AATTC...3'
     |        |
3'...CTTAA    G...5'
```

Le estremità coesive (cioè "appiccicose") che si sono create, possono appaiarsi con sequenze complementari.
- Il taglio orizzontale. Esempio di questo tipo di taglio è l'enzima SmaI:

```
5'...CCCGGG...3'
     ||||||
3'...GGGCCC...5'
```

Il taglio di SmaI non produce estremità coesive, ma estremità "piatte" (blunt ends):
```
5'...CCC  GGG...3'
     |||  |||
3'...GGG  CCC...5'
```

## Applicazioni
Gli enzimi di restrizione di classe II sono utilizzati in applicazioni di tipo biotecnologico. Ad esempio, nella tecnologia del DNA ricombinante, gli enzimi di restrizione di classe II sono impiegati per il clonaggio molecolare, che consiste nell'introduzione di un gene d'interesse in una molecola di DNA detta plasmide, in grado di replicarsi in un sistema ospite, spesso batterico, per produrre grandi quantità del gene o per permetterne l'espressione.
Affinché il gene venga inserito, sia il DNA del gene che del plasmide vengono trattati con lo stesso enzima di restrizione: al termine della reazione, sia il plasmide che il gene presenteranno delle estremità terminali simili. In particolare, se l'enzima utilizzato produce un taglio sfalsato, le estremità coesive prodotte tenderanno ad associarsi in presenza dell'enzima DNA ligasi, che catalizza la reazione di ligazione.
Un'altra applicazione pratica consiste nell'analisi, ad esempio in medicina forense, degli RFLP (Restriction fragment length polymorphism, polimorfismi di lunghezza da frammenti di restrizione). Quando un sito polimorfico, contenente una sequenza consenso per un enzima di restrizione, viene mutato, è possibile osservare in maniera differenziale l'attività di taglio dell'enzima stesso. Se non si visualizza nessun taglio, sarà presente una mutazione sul sito specifico dell'enzima. Se, in caso contrario, il taglio avviene, il sito specifico sarà intatto e non mutato.
Gli enzimi di restrizione vengono pertanto largamente usati in ribotipia.

## Esempi
| Enzima  | Organismo di origine       | Sequenza consenso     | Taglio                              |
| ------- | -------------------------- | --------------------- | ----------------------------------- |
| EcoRI   | Escherichia coli           | 5'GAATTC 3'CTTAAG     | 5'---G AATTC---3' 3'---CTTAA G---5' |
| EcoRV   | Escherichia coli           | 5'GATATC 3'CTATAG     | 5'---GAT ATC---3' 3'---CTA TAG---5' |
| BamHI   | Bacillus amyloliquefaciens | 5'GGATCC 3'CCTAGG     | 5'---G GATCC---3' 3'---CCTAG G---5' |
| HindIII | Haemophilus influenzae     | 5'AAGCTT 3'TTCGAA     | 5'---A AGCTT---3' 3'---TTCGA A---5' |
| MstII   | genere Microcoleus         | 5'CCTNAGG 3'GGANTCC   |                                     |
| TaqI    | Thermus aquaticus          | 5'TCGA 3'AGCT         | 5'---T CGA---3' 3'---AGC T---5'     |
| NotI    | Nocardia otitidis          | 5'GCGGCCGC 3'CGCCGGCG |                                     |
| HinfI   | Haemophilus influenzae     | 5'GANTC 3'CTNAG       |                                     |
| AluI*   | Arthrobacter luteus        | 5'AGCT 3'TCGA         | 5'---AG CT---3' 3'---TC GA---5'     |